# Pernille Kim Vørs
Pernille Kim Vørs (født 1. juni 1973) er en dansk forfatter. I 2014 udgav hun sin første romance bog gennem eksternt forlag. I 2019 blev bogserien frigivet til hende, så hun selv kunne udgive dem på  sit eget forlag, Forlaget Drømmefangeren.